# Fairmount Heights
Fairmount Heights és una població dels Estats Units a l'estat de Maryland. Segons el cens del 2000 tenia 1.508 habitants.

## Demografia
Segons el cens del 2000, Fairmount Heights tenia 1.508 habitants, 498 habitatges, i 361 famílies. La densitat de població era de 2.156,5 habitants/km².
Dels 498 habitatges en un 29,7% hi vivien nens de menys de 18 anys, en un 36,9% hi vivien parelles casades, en un 26,7% dones solteres, i en un 27,5% no eren unitats familiars. En el 21,9% dels habitatges hi vivien persones soles el 8,4% de les quals corresponia a persones de 65 anys o més que vivien soles. El nombre mitjà de persones vivint en cada habitatge era de 3,03 i el nombre mitjà de persones que vivien en cada família era de 3,52.
Per edats la població es repartia de la següent manera: un 29% tenia menys de 18 anys, un 7,6% entre 18 i 24, un 28% entre 25 i 44, un 24% de 45 a 60 i un 11,4% 65 anys o més.
L'edat mediana era de 36 anys. Per cada 100 dones de 18 o més anys hi havia 90,2 homes.
La renda mediana per habitatge era de 48.250 $ i la renda mediana per família de 53.304 $. Els homes tenien una renda mediana de 34.107 $ mentre que les dones 34.327 $. La renda per capita de la població era de 17.966 $. Entorn del 6,9% de les famílies i el 9,3% de la població estaven per davall del llindar de pobresa.

## Poblacions més properes
El següent diagrama mostra les poblacions més properes.